# Lilás dücskőgomba
A lilás dücskőgomba (Panus conchatus) a likacsosgombafélék családjába tartozó, Európában és Észak-Amerikában honos, lombos fák elhalt törzsén élő, nem ehető gombafaj.

## Megjelenése
A lilás dücskőgomba kalapja 4-12 cm széles, félkör vagy vese alakú, eleinte domború, majd benyomott, szinte tölcséres lesz. Felülete száraz, fiatalon kissé bársonyos lehet, de nem észrevehetően szőrös; később pikkelyszerűen felrepedezhet. Széle aláhajló, hullámos. Színe kezdetben halványlila, később hús- vagy okkerbarnássá válik, sötétebb foltokkal, sávokkal. A lilás árnyalat mindvégig megmarad. 
Húsa vékony, viszonylag szívós; színe fehér, sérülésre nem változik. Szaga kellemesen fűszeres (emlékeztet a lila pereszkére, íze idősen kesernyés lehet. 
Sűrűn álló lemezei mélyen lefutók, villásan elágazók lehetnek. Színük fiatalon piszkosfehér, lilás árnyalattal; később halvány húsokkeres. A lemezélek simák, nem fűrészesek.
Tönkje 2-8 cm magas és 1-1,5 cm vastag. Alakja zömök, általában oldalsó helyzetű, esetleg hiányozhat is. Kalapszínű vagy halványabb, fiatalon erősebb, majd fakuló lilás árnyalattal. Felülete pelyhes, néha (főleg a tövénél) erősen borzas.
Spórapora fehér. Spórája elliptikus, mérete 5-7 x 3-3,5 μm. 

### Hasonló fajok
A sörtés dücskőgombával lehet összetéveszteni.  

## Elterjedése és termőhelye
Európában és Észak-Amerikában honos. Magyarországon ritka. 
Lombos fák (főleg bükk, nyír és nyár) korhadó törzsén, tuskóján nő, csoportosan. Júniustól októberig terem. 
Nem mérgező, de szívós húsa miatt nem ehető gomba. 

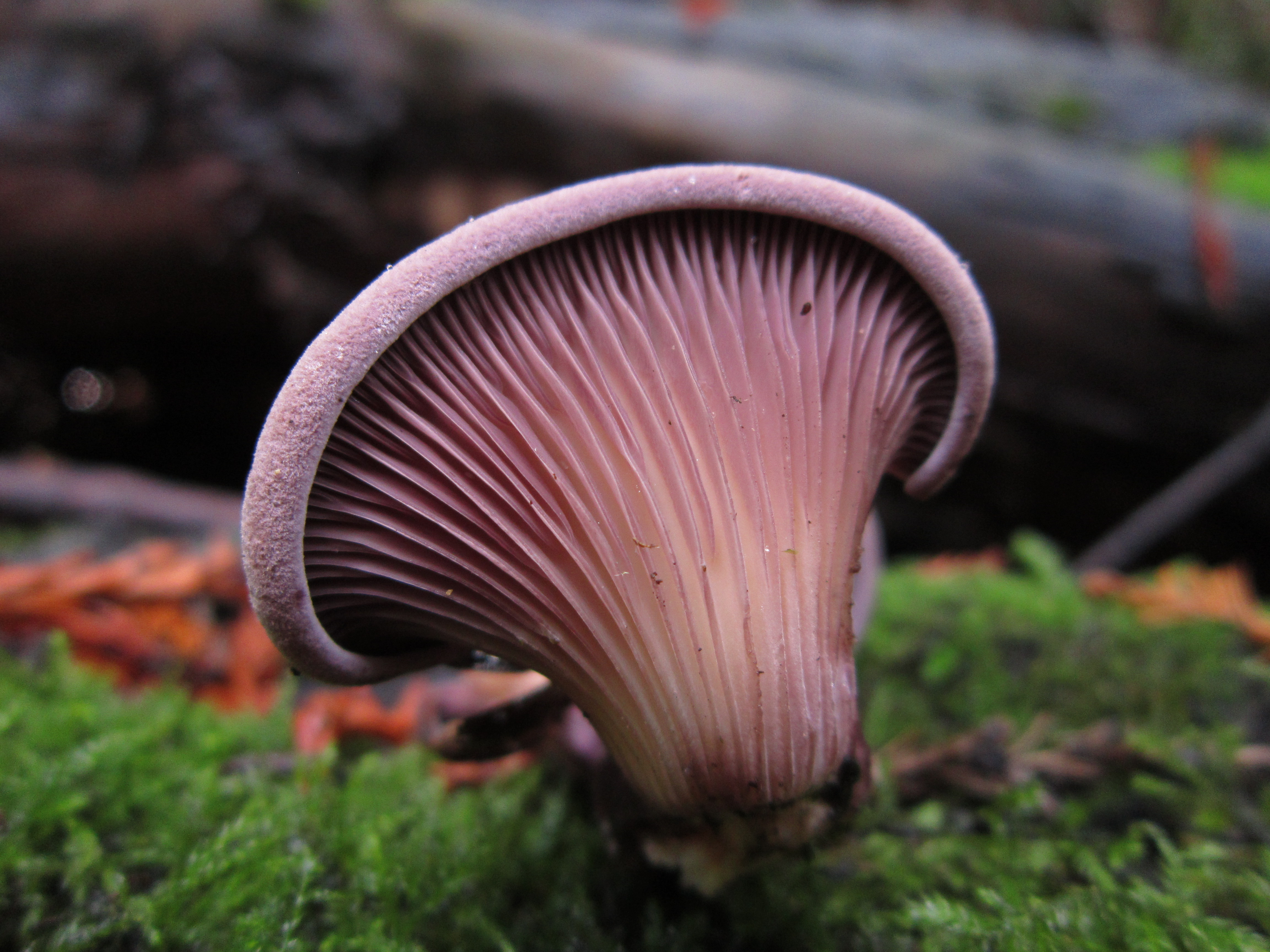
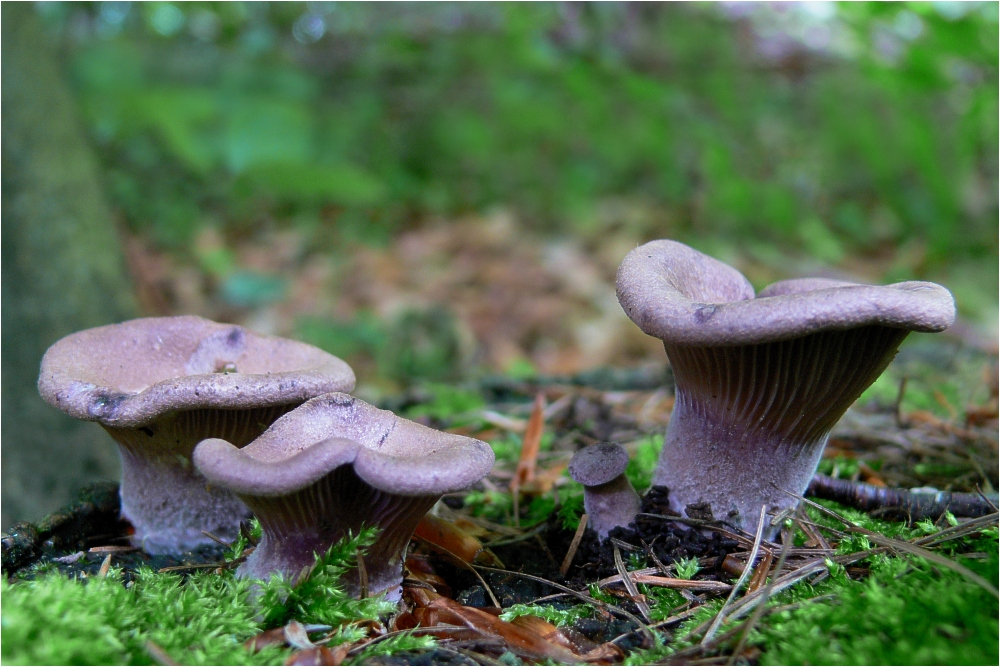
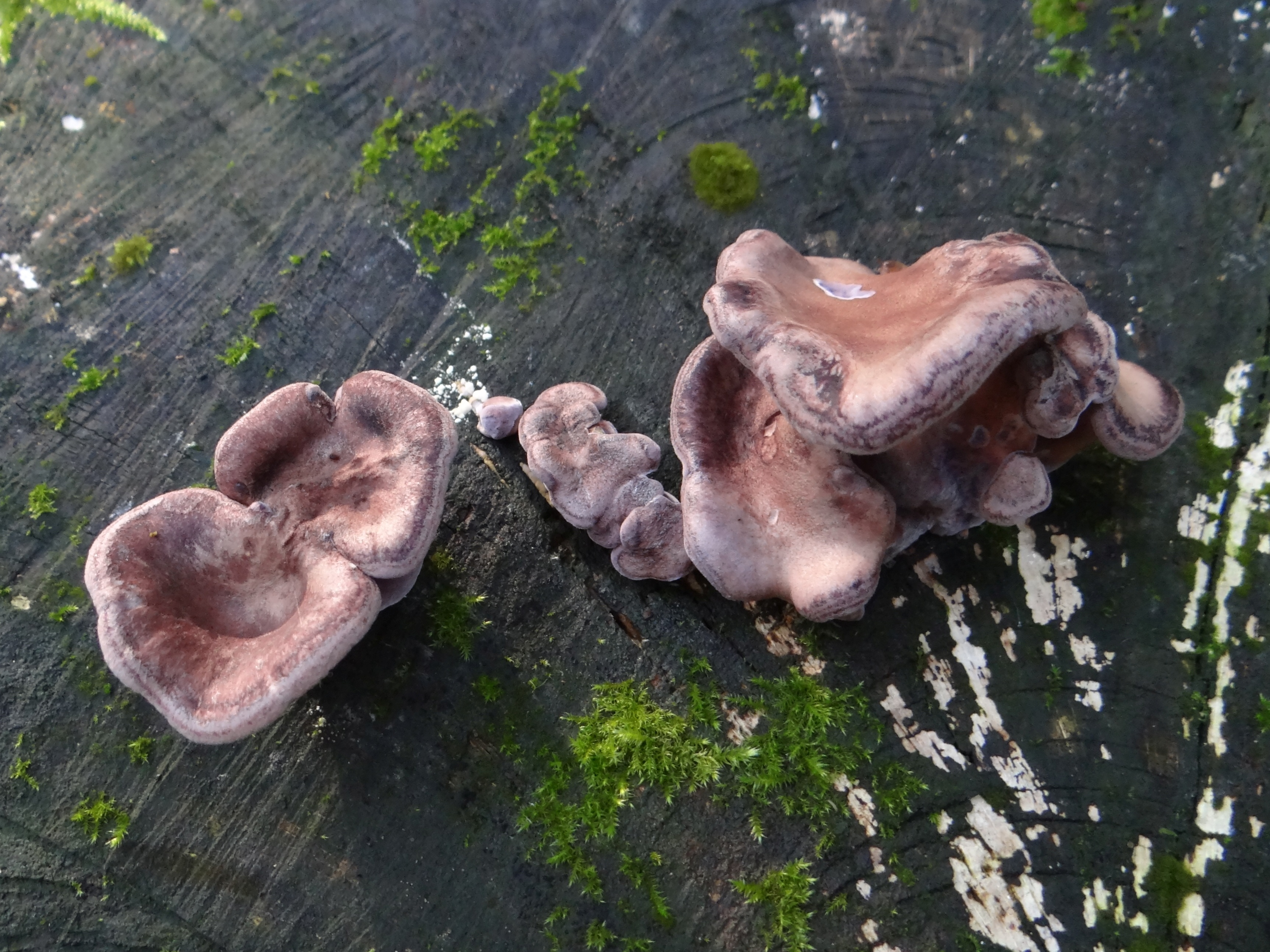
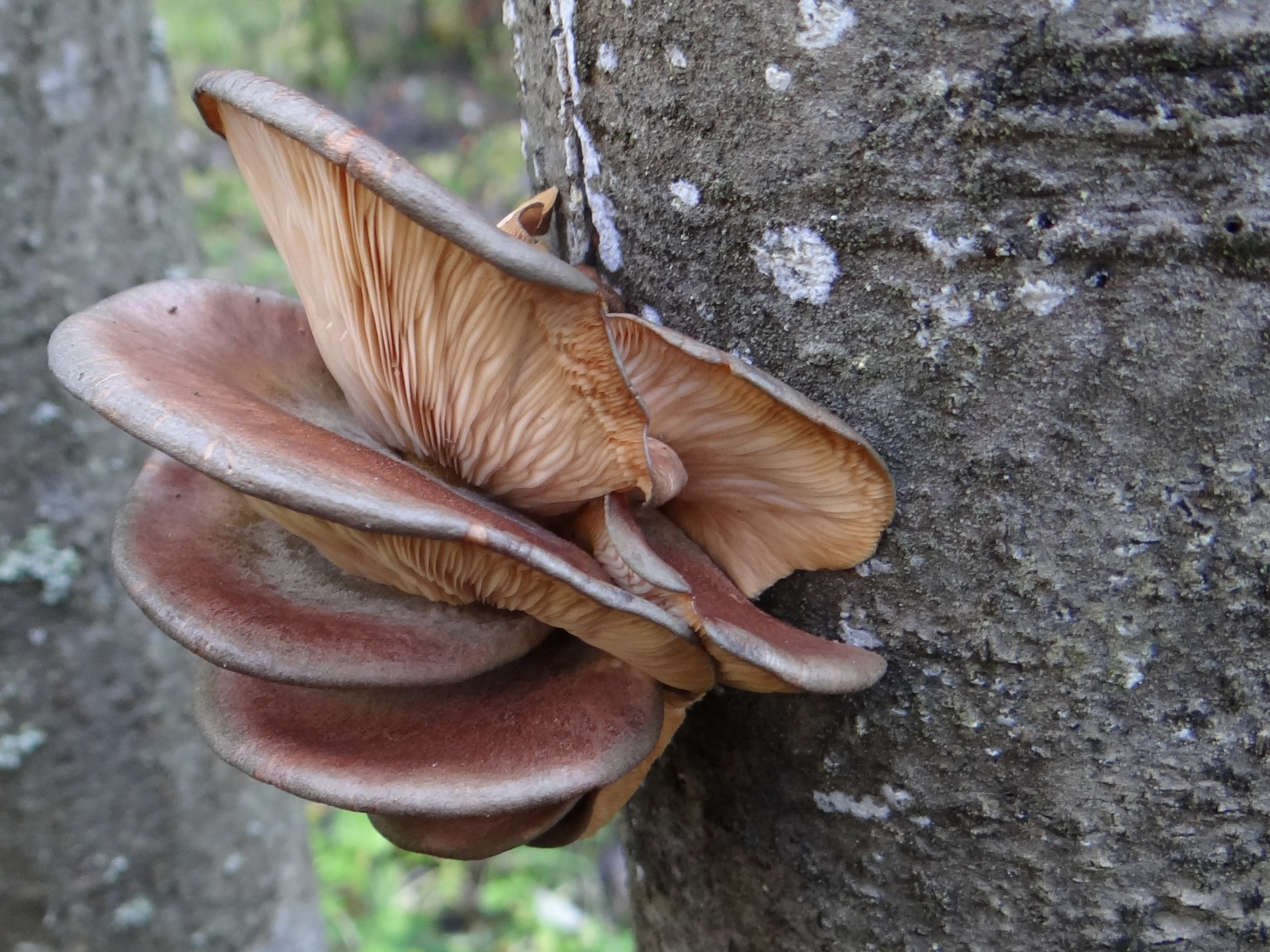
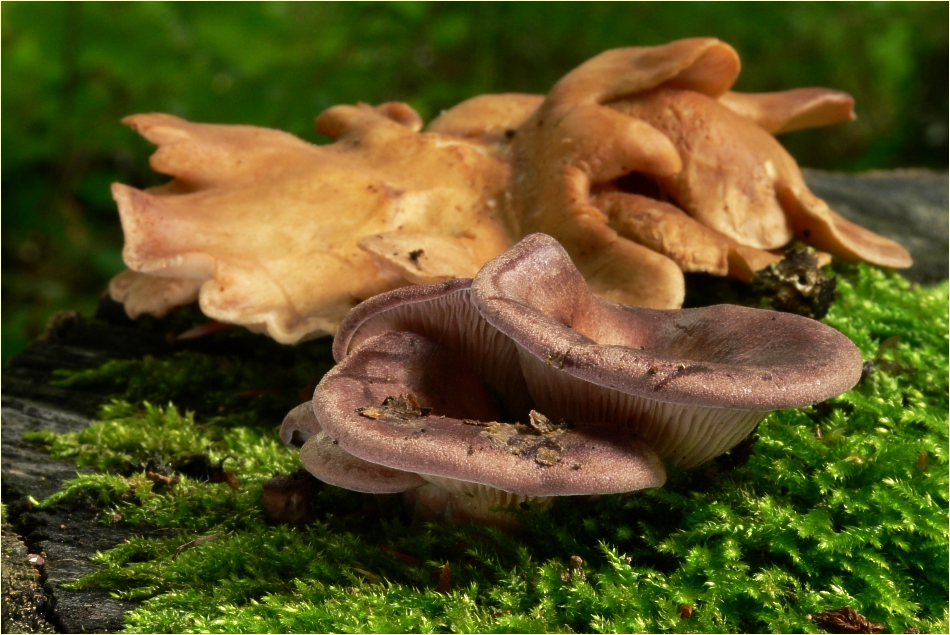